# Ozero Bol'shoye Solenoye (saltsjö i Kazakstan)
Ozero Bol'shoye Solenoye är en saltsjö i Kazakstan. Den ligger i den norra delen av landet, 400 km norr om huvudstaden Astana. Arean är 6,5 kvadratkilometer.